# Nicèfor Prevere
Nicèfor Prevere (en llatí Nicephorus, en grec Νικηφόρος) fou un religiós romà d'Orient.
Era prevere a la Gran Església de Santa Sofia en una època no ben establerta i va escriure una vida d'Andreu apòstol (Vita S. Andreae de renom "el ximple" ὁ σαλός, Simplex), que apareix esmentada per Fabricius a Bibliotheca Graeca vol. 7. p. 675.